# Skitjärnet
Skitjärnet är en sjö i Kils kommun i Värmland och ingår i Göta älvs huvudavrinningsområde. Sjön är 27 meter djup, har en yta på 0,18 kvadratkilometer och befinner sig 147 meter över havet.

## Delavrinningsområde
Skitjärnet ingår i det delavrinningsområde (661569-134415) som SMHI kallar för Utloppet av Rinnen. Medelhöjden är 158 meter över havet och ytan är 55,24 kvadratkilometer. Det finns ett avrinningsområde uppströms, och räknas det in blir den ackumulerade arean 94,83 kvadratkilometer. Vitsandsälven (Vadälven) som avvattnar avrinningsområdet har biflödesordning 4, vilket innebär att vattnet flödar genom totalt 4 vattendrag innan det når havet efter 314 kilometer. Avrinningsområdet består mestadels av skog (71 procent). Avrinningsområdet har 5,18 kvadratkilometer vattenytor vilket ger det en sjöprocent på 9,4 procent.